# Gloria Bistrița
Academia de Fotbal Gloria Bistriţa of kortweg Gloria is een voetbalclub uit de Roemeense stad Bistrița, opgericht in 1922. Gloria heeft maar één keer de Roemeense Cup gewonnen, in 1994. Ook in 1996 kwam Gloria ver in de Roemeense Cup, tot in de finale. In het seizoen 2004/2005 eindigde Gloria op de 13e plaats, van de 16 plaatsen in de Divizia A (plaats 14,15 en 16 degraderen naar de Divizia B). In de Intertoto Cup (2005) kwam Gloria niet verder dan de tweede ronde.
Sinds het seizoen 2011/2012 speelt Gloria Bistrița in de Liga 2, omdat de club vanwege zijn schuldenlast geen licentie kreeg om weer op het hoogste niveau uit te komen. In 2014 werd de club wederom vanwege financiële problemen teruggezet, nu naar de Liga III. De club wijzigde de naam van ACF Gloria 1922 Bistrița in Gloria Progresul Bistriţa. In 2015 werd de club naar de Liga V teruggezet en veranderde de naam in AF Gloria Bistriţa.

## In Europa
Gloria Bistrița speelt sinds 1993 in diverse Europese competities. Hieronder staan de competities en in welke seizoenen de club deelnam:
- Europacup II (2x)

1994/95, 1996/97
- UEFA Cup (1x)

1993/94
- Intertoto Cup (7x)

1997, 2001, 2002, 2003, 2004, 2005, 2007

## Bekende (oud-)spelers
- Thaer Bawab
- Viorel Moldovan
- Lucian Sânmărtean
- Dorel Zegrean